# باول ريفيير
باول ريفيير (بالفرنسية: Paul Rivière) هو دبلوماسي وسياسي فرنسي، ولد في 22 نوفمبر 1912 في فرنسا، وتوفي في 16 ديسمبر 1998 في ليون في فرنسا. حزبياً، نشط في تجمع الشعب الفرنسي. وقد انتخب نائب فرنسي وانتخب نائب برلماني ‏ (1962 – 1978).